# Jeanelle Scheper
Jeanelle Scheper (sinh ngày 21 tháng 11 năm 1994) là một vận động viên nhảy cao người Saint Lucia. Cô là vận động viên thứ hai từ St. Lucia đủ điều kiện cho trận chung kết nhảy cao trong Giải vô địch thế giới về điền kinh sau khi Lavern Spencer làm điều đó bắt đầu từ năm 2007 khi năm 2015 cô tham gia Spencer trong trận chung kết.
Cô được sinh ra ở Kingston, Jamaica với cha mẹ Barbadian và chuyển đến Saint Lucia cùng gia đình khi mới hai tuổi. Khi đại diện cho Đại học South Carolina, Scheper đã trở thành Nhà vô địch NCAA 2015 trước khi tốt nghiệp.
Cô từng thi đấu cho St. Lucia tại Thế vận hội mùa hè 2016 ở Rio de Janeiro. Cô xếp thứ 26 ở vòng loại và không tiến vào trận chung kết. Cô là người mang cờ cho St. Lucia trong lễ bế mạc.
Điểm tốt nhất của cô trong môn nhảy cao là 1,96 mét ngoài trời (Starkville 2015) và 1,91 mét trong nhà (Fayetteville 2013).

## Thành tích giải đấu
| Năm                      | Giải đấu                                                  | Địa điểm                    | Thứ hạng                 | Nội dung                 | Chú thích                |
| Representing Saint Lucia | Representing Saint Lucia                                  | Representing Saint Lucia    | Representing Saint Lucia | Representing Saint Lucia | Representing Saint Lucia |
| ------------------------ | --------------------------------------------------------- | --------------------------- | ------------------------ | ------------------------ | ------------------------ |
| 2010                     | CARIFTA Games (U17)                                       | George Town, Cayman Islands | 7th                      | 100 m H                  | 15.37 (w)                |
| 2010                     | CARIFTA Games (U17)                                       | George Town, Cayman Islands | 3rd                      | High jump                | 1.68 m                   |
| 2010                     | CARIFTA Games (U17)                                       | George Town, Cayman Islands | 3rd                      | Long jump                | 5.28 m                   |
| 2011                     | CARIFTA Games (U20)                                       | Montego Bay, Jamaica        | 3rd                      | High jump                | 1.70 m                   |
| 2011                     | World Youth Championships                                 | Lille, France               | 25th (q)                 | High jump                | 1.67 m                   |
| 2011                     | Commonwealth Youth Games                                  | Douglas, Isle of Man        | 2nd                      | High jump                | 1.76 m                   |
| 2012                     | CARIFTA Games (U20)                                       | Hamilton, Bermuda           | 3rd                      | High jump                | 1.80 m                   |
| 2012                     | Central American and Caribbean Junior Championships (U20) | San Salvador, El Salvador   | 1st                      | High jump                | 1.85 m                   |
| 2012                     | World Junior Championships                                | Barcelona, Spain            | 8th                      | High jump                | 1.82 m                   |
| 2013                     | CARIFTA Games (U20)                                       | Nassau, Bahamas             | 1st                      | High jump                | 1.87 m                   |
| 2013                     | Central American and Caribbean Championships              | Morelia, Mexico             | 2nd                      | High jump                | 1.92 m                   |
| 2013                     | World Championships                                       | Moscow, Russia              | 24th (q)                 | High jump                | 1.83 m                   |
| 2014                     | Commonwealth Games                                        | Glasgow, United Kingdom     | 4th                      | High jump                | 1.89 m                   |
| 2014                     | Pan American Sports Festival                              | Mexico City, Mexico         | 2nd                      | High jump                | 1.85 m                   |
| 2015                     | Pan American Games                                        | Toronto, Canada             | 5th                      | High jump                | 1.88 m                   |
| 2015                     | World Championships                                       | Beijing, China              | 7th                      | High jump                | 1.92 m                   |
| 2016                     | Olympic Games                                             | Rio de Janeiro, Brazil      | 25th (q)                 | High jump                | 1.89 m                   |
| 2018                     | Commonwealth Games                                        | Gold Coast, Australia       | 9th                      | High jump                | 1.80 m                   |